# Маслюков, Семён Иванович
Семён Ива́нович Маслюко́в (укр. Семе́н Іва́нович Маслюко́в, 10 февраля 1891 года — 5 мая 1947 года) — известный артист цирка и эстрады, акробат-прыгун и клоун, один из выдающихся представителей русского и советского цирка первой половины XX века.

## Биография
С. И. Маслюков увлёкся цирком в подростковом возрасте, живя в Одессе (Российская империя). Дебютировал в 1904 году; партнёр турниста Г. Зейберлиха. Работал в различных жанрах: в качестве турниста, партерного акробата, прыгуна с трамплина. Выступал в цирках Л. Девинье, Н. Лара и других. В 1912—1915 годах был учеником и партнёром датского клоуна-прыгуна В. Ольшанского (цирк «Модерн», г. Петроград).
Значительного успеха достиг как буффонадный клоун. Среди работ — главный персонаж в комической пьесе «Иван в дороге», распространённой в цирке до конца 1920-х годов. В клоунаде создал образы мягкого, добродушного комизма. Сценический псевдоним — Сим (по инициалам).
Глава семьи артистов цирка и эстрады.
- Жена: Доминика Ивановна (1895—1965), акробатка, танцовщица (до замужества — Волошина).
- Сыновья:
  - Александр Семёнович (1912—1984) — акробат, музыкальный эксцентрик;
  - Леонид Семёнович (1913—1992) — акробат, эксцентрик, режиссёр, Народный артист РСФСР, организатор Всероссийской творческой мастерской эстрадного искусства (ВТМЭИ, ныне — его имени);
  - Дмитрий Семёнович (1916—1940) — акробат, клоун, первый исполнитель двойного сальто-мортале в советском цирке.

Работали в цирке в Средней Азии, с 1931 года — в Московском цирке шапито, с 1937 — на эстраде.
Со второй половины 1930-х годов С. И. Маслюков занимался педагогической деятельностью: участвовал в обучении артистов цирка в Монголии — был первым преподавателем у монгольских клоунов (цирковая школа в Улан-Баторе). С 1938 года преподавал акробатику в Государственном училище циркового искусства (ГУЦИ, Москва) и внёс большой вклад в становление училища. Во время Великой Отечественной войны выступал в составе фронтовых коллективов, в 1944 году возглавлял фронтовую бригаду студентов ГУЦИ.

«В цирках я много слышал об этом замечательном клоуне — Семёне Ивановиче Маслюкове, отце известных цирковых артистов братьев Маслюковых. Почти всю жизнь С. И. Маслюков — Сим — выступал на периферии. Он выходил па манеж без грима, так сказать, со своим лицом. И в костюме его не было ничего утрированного. Но каким, говорят, он был смешным! Даже драматические артисты приходили в цирк поучиться у него тонкому актёрскому мастерству».
— П. А. Алексеев (1898—1963), артист цирка и эстрады.

## Награды
- Медаль «За трудовое отличие» (1939)[3].